# Fondation pour la préservation du cerveau
La Fondation pour la préservation du cerveau, (en anglais : Brain Preservation Foundation, abrégé BPF) est une association à but non lucratif ayant pour but de promouvoir les recherches scientifiques et les avancées techniques dans le domaine de la préservation du cerveau.

## Recherches et activité
À titre d'institution, la fondation se donne comme mission de promouvoir les recherches scientifiques et les avancées techniques dans le domaine de la préservation du cerveau entier à long terme, en utilisant les ressources disponibles dans la communauté scientifique. De plus, elle encourage le débat, la discussion, et l’exploration  des potentielles valeurs éthiques de conservation, et contribue à garantir son accès et son abordabilité.
Dans le cadre de leurs travaux, deux produits chimiques sont utilisés pour la préservation : le glutaraldéhyde et l’aldéhyde. Le premier est utilisé avant de cryogéniser l'organe ,. Les chercheurs ont découvert qu’il se répand très rapidement et stoppe le processus de décomposition, en fixant les protéines dans le système vasculaire du cerveau.

## Prix et récompense
En 2010, la fondation a organisé un concours pour l'incitation à la recherche, afin d'améliorer la préservation à long terme des cerveaux humains. Préserver cet organe après la mort pourrait potentiellement permettre le téléchargement de l'esprit de la personne et ainsi de sa mémoire.

### Article de presse
- Researchers Have Preserved An Entire Rabbit Brain
- Cryogénisation : où en est-on ?
- Mainstream science is frosty over keeping the dead on ice

### Publication Scientifique
- Publication sur l'aldéhyde